# Teatroterapia

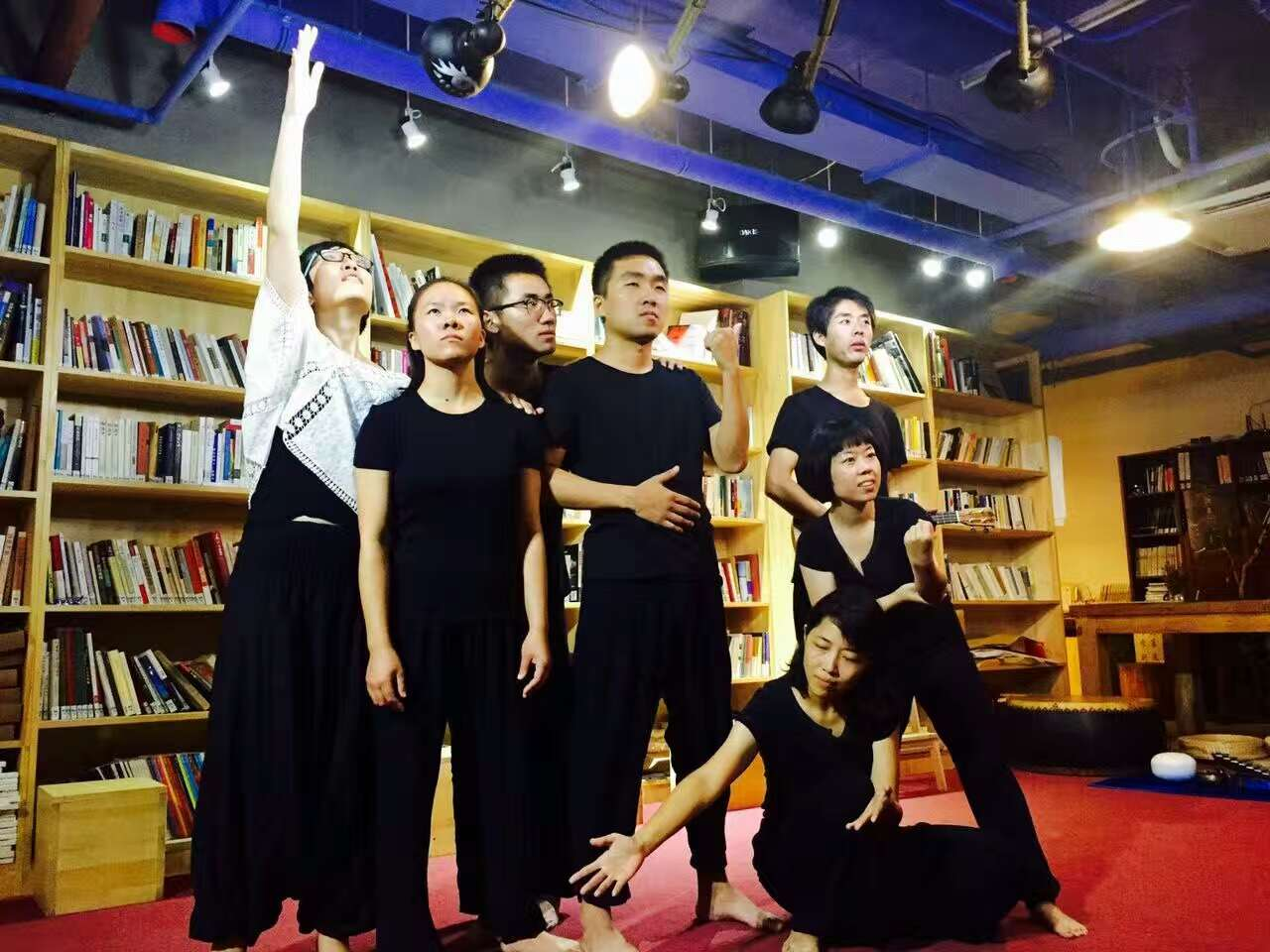
Warsztaty teatralne w teatroterapii

Teatroterapia – technika terapeutyczna i metoda interwencji kryzysowej realizowana w oparciu o zajęcia teatralne i sceniczne.

## Charakterystyka
Różne elementy teatroterapii (głównie drama) uznawane są za bardzo skuteczną formę przepracowywania aktualnie występujących problemów obciążających daną osobę. Teatroterapia poprawia zdolność samoobserwacji, a także trafnego postrzegania innych ludzi. Trenuje też poprawne zachowania społeczne, w tym wnoszenie konstruktywnego wkładu własnego do grup. Znajduje doskonałe zastosowanie podczas występujących konfliktów rodzinnych i interpersonalnych oraz trenowania kompetencji społecznych. 

## Cele
Podstawowe cele teatroterapii to odnowa zaufania jednostki we własne siły, odzyskanie poczucia wartości własnej, pobudzenie wyobraźni i kreatywności, obudzenie nadziei na przyszłość i wiary w możliwość rozwiązania problemów dotąd nierozwiązywalnych, uświadomienie prawa do popełniania błędów, przeżycie aktywności, działania i reagowania, ćwiczenie postrzegania oraz interpretacji faktów, doskonalenie umiejętności komunikacyjnych (werbalnych i niewerbalnych), kreowanie własnego wizerunku, pozyskiwanie umiejętności konstruktywnego zachowania się w sporze lub konflikcie, trenowanie własnych ról rodzinnych i zawodowych, ale też i nabieranie dystansu wobec tych ról, motywowanie do postaw nonkonformistycznych w określonych sytuacjach z jednoczesnym uświadomieniem poczucia odpowiedzialności za przyjęcie takich postaw.

## Techniki i zastosowanie
Najważniejszymi technikami w teatroterapii są: inscenizacja diagnostyczna (pozyskiwanie informacji o źródłach problemów i odczuciach osoby), sytuacje eksperymentalne (wypróbowywanie różnych wzorców działania i szukanie najkorzystniejszego do rozwiązania problemu), uczenie się modelu (obserwacja różnych zachowań innych osób, analiza konsekwencji i przejęcie konkretnego, pożądanego zachowania), próba zachowania (realizacja przez uczestnika celu przy kreowanych na scenie trudnościach).
Teatroterapia winna być stałym elementem w funkcjonowaniu instytucji pomocowych, takich jak m.in. domy pomocy społecznej, środowiskowe domy samopomocy, świetlice socjoterapeutyczne, placówki wychowawcze i grupy wsparcia. 